# Елена Апрелева
Елена Ивановна Апрелева (рус. Елена Ивановна Апрелева, рођена Бларамберг; 24. фебруар 1846 – 4. децембар 1923), позната и под псеудонимом Е. Ардов, била је руски писац, мемоариста, драматург и писац за децу.

## Младост и образовање
Елена Бларамберг рођена је у Оренбургу од оца Белгијанца, војног геодете Ивана Фјодоровича Бларамберга, који је служио као генерал у руској војсци, и мајке Гркиње Елене Павловне, рођене Мавромикали. 1854. њени родитељи су Елену и њена два брата преселили из Оренбурга у Санкт Петербург. Тамо су је школовали тутори и положила је државни испит потребан да би постала учитељица.
Бларамбергова је 1870. саставила и уредила књигу Игре и поуке за децу. 1871. године, заједно са природњаком Јулијаном Симашком, започела је издавање и уређивање часописа Semya i Shkola (Породица и школа), а затим је постала шеф његовог одељења за децу. Уредила је првих 7 бројева часописа и тамо објавила своје Ocherki Sibiri (Сибирске скице). 1872. године, Апрелева је похађала Универзитет у Женеви да би стекла диплому, пошто је високо образовање било ускраћено женама у Русији. Ипак, она никада није завршила студије због здравствених проблема.

## Књижевна каријера
Апрелевина дела су се углавном бавила савременим друштвом и педагогијом. Објављивање је започела 1868. године, првенствено у историјским и образовним часописима. 1876. године напустила је Русију и настанила се у Паризу, где је под менторством Ивана Тургењева довршила свој дебитантски кратки роман „Крив без кривице“ који се први пут појавио у „Vestnik Evropy“ 1877. године. Касније је свој псеудоним створила као анаграм Тургењеве вољене, оперске певачице Полин Виардо.
Уследило је још романа и новела, укључујући Vasyuta, Little Countess, Timophey and Anna, првобитно објављене у Делу и Ниви, као и неким часописима за децу. Апрелева се преселила у Централну Азију од 1889. до 1906. године, где је наставила да пише. Написала је отприлике шездесет кратких прича и чланака за московске новине Русские ведомости у којима је такође била члан редакције. Тамо је објавила своје Кримске скице, оригиналних 26 средњоазијских скица, као и неколико мемоара, укључујући оне о Ивану Тургењеву, Алексеју Писемском и Николају Шелгунову. 1898. на сцени Малог позоришта у Москви приказана је њена представа Битые черепки (Сломљене крхотине). Многи од њених етнографских описа народа Централне Азије и Крима пренели су ове културе руским читаоцима.

## Лични живот
Апрелева је била модел Иље Рјепина за портрет Софије Алексејевне, сестре и регента Петра Великог.
1890. се удала за Пјотра Васиљевича Апрелева, државног званичника са којим је провела неких 15 година у Централној Азији, прво у Самарканду, а затим у Ташкенту. 1906. године била је сведок убиства свог мужа на свом имању Петровскоје у близини Сочија кога је убила група Имеретијских револуционара. Трауматични ефекат овог ужаса био је такав да је она изгубила вид и потпуно престала да пише. 1920. Апрелева је преко Новоросијска кренула из совјетске Русије у Србију. Умрла је у Београду 4. децембра 1923. године и покопана је на гробљу Топчидер.
Елена и Пјотр Апрелев имали су два сина, морнаричког официра и писца Бориса Апрелева и пуковника Георгија Апрелева (1889—1964), директора Руског кадетског корпуса у Версају.

## Радови
- Игре и поуке за децу, 1870
- Крив без кривице, 1877
- Васјута, 1881
- Руфина Каздоева, 1892
- Сломљене крхотине, 1892
- Скице, 1893
- Изванредна жена, 1894
- Муке уредника, 1902
- Два света, 1909, збирка кратких прича за децу
- Средњеазијске скице, 1935, објављене пост-мортем у Шангају